# Nhân viên lưu trữ

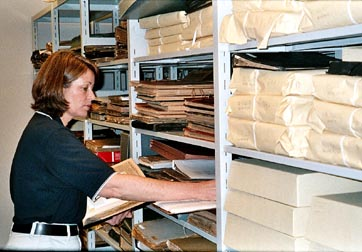
Một nhân viên lưu trữ ở Mỹ đang sắp xếp tài liệu trên các kệ sách

Nhân viên lưu trữ là chuyên gia thực hiện các công việc như đánh giá, thu thập, tổ chức, bảo quản, duy trì, kiểm soát, truy cập và cung cấp những thông tin được xác định là có giá trị bảo quản lâu dài. Các thông tin này được bảo quản bởi nhân viên lưu trữ có hình thức rất đa dạng và phong phú, không giống như thủ thư chỉ bảo quản và coi sóc sách vở trong thư viện là chính. Những thông tin này bao gồm bất kỳ hình thức phương tiện truyền thông nào từ hình ảnh, video, băng ghi âm, đoạn âm thanh, thư từ, tài liệu, hồ sơ điện tử, sách vở vv). Như Richard Pearce-Moses đã viết, "Nhân viên lưu trữ bảo quản những hồ sơ có giá trị lâu dài và là những bộ nhớ đáng tin cậy của quá khứ, và họ giúp mọi người tìm và hiểu được những thông tin mà họ cần trong một mớ hỗn độn các hồ sơ này."
Xác định những hồ sơ có giá trị lưu trữ lâu dài có thể là một thách thức không nhỏ đối với nghề này số lượng các thông tin, hồ sơ lưu trữ ngày càng tăng theo hàng ngày, hàng giờ. Nhân viên lưu trữ cũng phải chọn các bản lưu có giá trị đủ để biện minh cho các chi phí lưu trữ và bảo quản, và chi phí lao động chuyên sâu của sự sắp xếp, mô tả, và dịch vụ tài liệu tham khảo. Lý thuyết và công việc nền tảng học thuật lưu trữ thực hành được gọi là khoa học lưu trữ. Ở Việt Nam, nhân viên lưu trữ thường kiêm luôn mảng văn thư (quản lý công văn, giấy tờ) và gọi là nhân viên văn thư lưu trữ.